# Dinochloa sipitangensis
Dinochloa sipitangensis là một loài thực vật có hoa trong họ Hòa thảo. Loài này được S.Dransf. mô tả khoa học đầu tiên năm 1981.